# Hologymnetis argenteola
Hologymnetis argenteola är en skalbaggsart som beskrevs av Bates 1889. Hologymnetis argenteola ingår i släktet Hologymnetis och familjen Cetoniidae. Inga underarter finns listade i Catalogue of Life.